# Heff der Chef
Heff der Chef ist eine 40-teilige Comedy-Hörspielserie, die aus dem Hause Holysoft Studios Ltd. stammt. Die Idee und die ersten Drehbücher sind aus der Feder von David Holy. In den Hauptrollen findet sich Wolfgang Bahro, ein chaotischer Chef, der mit seinen Angestellten versucht, Kunden zu gewinnen. Auf der Webseite findet sich ein Großteil der Produktion zum kostenlosen Streaming. Im Oktober wurden vom Autor und Produzenten David Holy die meisten Folgen kostenlos auf seinem YouTube-Kanal veröffentlicht. Für 2016 ist die Veröffentlichung einer gesamten Staffelbox geplant sowie drei neuer exklusiver Folgen.

## Handlung
Die Handlung ist zwar nah an der Realität angesiedelt, schweift aber auch häufig mit übertriebenen Gegebenheiten stark ab und persifliert gesellschaftliche Dogmen (Niedriglohn, Ausbeutung).
Heff leitet ein kleines Unternehmen. Zur Seite stehen ihm die Angestellten Franz, Michael, Alex und Sven. Das Firmengebäude befindet sich in einem regulären Wohnhaus, das ebenso von der Vermieterin bewohnt wird, die dem Unternehmer dauernd Probleme bereitet. Viele witzige Situationen ergeben sich durch die Eigenarten der Charaktere. Heff redet mit seinen Fischen. Franz läuft die ganze Zeit im Bademantel durch die Firma und Michael ist nur über das Telefon erreichbar.

## Charaktere
Hauptfiguren:
| Rolle                   | Schauspieler       |
| ----------------------- | ------------------ |
| Heff der Chef           | Wolfgang Bahro     |
| Alex                    | Björn Korthof      |
| Franz                   | Chris-Norman Geyer |
| Michael                 | Matthias Brinck    |
| Vermieterin             | Regina Lemnitz     |
| Sekretärin (Erzählerin) | Yesim Meisheit     |

## Folgenindex der Hörspiele
Die Folgen 1 bis 20 wurden auf der Webseite kostenlos veröffentlicht.
| - 1 Das Aquarium - 2 Der Aufstand - 3 Der Ausbilder - 4 Im Krankenhaus - 5 Die Finanzkrise - 6 Der Bauernhof - 7 Der Bewerber - 8 Die Gehaltserhöhung - 9 Die Putzfrau - 10 Das Firmenfahrzeug - 11 Der Stromausfall - 12 Das Paket - 13 Der Abnehmwahn - 14 Der Computerfehler | - 15 Das Restaurant - 16 World Wide Weg - 17 Die Burg – Teil 1 - 18 Die Burg – Teil 2 - 19 Im Seniorenstift - 20 Die Geiselnahme - 21 Das Geständnis - 22 Der Zoo - 23 Der Vertreter - 24 Der Ausserirdische - 25 Die neue Vermieterin - 26 Der böse Zwilling - 27 Das Modelcasting - 28 Die Grippewelle | - 29 Der Kindergeburtstag - 30 Der Betriebsurlaub - 31 Mitarbeiter des Monats - 32 Teufelszeug - 33 Femme Fatale - 34 Die Hundesitter - 35 Bürohelden - 36 Die Renovierung - 37 Die Entsorgung - 38 Die Odyssee beginnt - 39 Die Bruchlandung im Schwarzwald - 40 Das Rätsel der Kuckuckugsuhren |